# Kupa na Sŭvet·skata armiya 1966-1967
La Coppa dell'Esercito sovietico 1966-1967 è stata la 22ª edizione di questo trofeo, e la 27ª edizione della coppa nazionale bulgara di calcio, terminata il 16 luglio 1967. Il Levski Sofia ha vinto il trofeo per la nona volta.

## Primo turno
| Squadra 1            | Risultato       | Squadra 2         |
| -------------------- | --------------- | ----------------- |
| Levski Lom           | 0 – 1           | Spartak Sofia     |
| Slavia Sofia         | 3 – 0           | Velbažd           |
| Botev Vraca          | 3 – 0           | Orlin Pirdop      |
| Dunav Ruse           | 2 – 1           | Dorostol Silistra |
| Marek Dupnica        | 2 – 0           | Minjor Vratsa     |
| Botev Plovdiv        | 5 – 1           | Sliven            |
| Minjor Pernik        | 2 – 1           | Haskovo           |
| FK Černomorec Burgas | 4 – 1           | Svetkavica        |
| Lokomotiv Plovdiv    | 2 – 0           | Arda Kărdžali     |
| Dobrudža             | 6 – 0           | Šumen             |
| Spartak Plovdiv      | 3 – 2           | Udarnik Plovdiv   |
| Beroe                | 5 – 1           | Spartak Varna     |
| Černo More Varna     | 0 – 0 (3-2 dtr) | Spartak Pleven    |
| CSKA Sofia           | 1 – 0           | Liteks Loveč      |
| Levski Sofia         | 5 – 1           | Tundzha Yambol    |
| Lokomotiv Sofia      | 3 – 1           | Lokomotiv GO      |

## Fase a gironi

### Gruppo 1
| Squadra              | Pt | G | V | N | P | GF | GS | DG |
| -------------------- | -- | - | - | - | - | -- | -- | -- |
| Lokomotiv Sofia      | 5  | 3 | 2 | 1 | 0 | 7  | 4  | +3 |
| FK Černomorec Burgas | 4  | 3 | 1 | 2 | 0 | 5  | 3  | +2 |
| Botev Plovdiv        | 2  | 3 | 0 | 2 | 1 | 3  | 5  | -2 |
| Marek Dupnica        | 1  | 0 | 0 | 1 | 2 | 4  | 7  | -3 |

| Squadra 1            | Risultato   | Squadra 2            |
| 1ª giornata          | 1ª giornata | 1ª giornata          |
| -------------------- | ----------- | -------------------- |
| Botev Plovdiv        | 1 - 1       | Marek Dupnica        |
| Lokomotiv Sofia      | 1 - 1       | FK Černomorec Burgas |
| 2ª giornata          |             |                      |
| Lokomotiv Sofia      | 3 - 1       | Botev Plovdiv        |
| FK Černomorec Burgas | 3 - 1       | Marek Dupnica        |
| 3ª giornata          |             |                      |
| Botev Plovdiv        | 1 - 1       | FK Černomorec Burgas |
| Lokomotiv Sofia      | 3 - 2       | Marek Dupnica        |

### Gruppo 2
| Squadra      | Pt | G | V | N | P | GF | GS | DG |
| ------------ | -- | - | - | - | - | -- | -- | -- |
| Beroe        | 6  | 3 | 3 | 0 | 0 | 8  | 3  | +5 |
| Slavia Sofia | 3  | 3 | 1 | 1 | 1 | 6  | 4  | +2 |
| Botev Vraca  | 3  | 3 | 1 | 1 | 1 | 6  | 8  | -2 |
| Dunav Ruse   | 0  | 3 | 0 | 0 | 3 | 3  | 8  | -5 |

| Squadra 1    | Risultato   | Squadra 2    |
| 1ª giornata  | 1ª giornata | 1ª giornata  |
| ------------ | ----------- | ------------ |
| Slavia Sofia | 4 - 1       | Dunav Ruse   |
| Beroe        | 5 - 2       | Botev Vraca  |
| 2ª giornata  |             |              |
| Beroe        | 1 - 0       | Dunav Ruse   |
| Slavia Sofia | 1 - 1       | Botev Vraca  |
| 3ª giornata  |             |              |
| Beroe        | 2 - 1       | Slavia Sofia |
| Botev Vraca  | 3 - 2       | Dunav Ruse   |

### Gruppo 3
| Squadra           | Pt | G | V | N | P | GF | GS | DG  |
| ----------------- | -- | - | - | - | - | -- | -- | --- |
| Levski Sofia      | 6  | 3 | 3 | 0 | 0 | 13 | 2  | +11 |
| Lokomotiv Plovdiv | 4  | 3 | 2 | 0 | 1 | 4  | 3  | +1  |
| Černo More Varna  | 2  | 3 | 1 | 0 | 2 | 3  | 7  | -4  |
| Minjor Pernik     | 1  | 3 | 0 | 0 | 3 | 4  | 12 | -8  |

| Squadra 1         | Risultato   | Squadra 2         |
| 1ª giornata       | 1ª giornata | 1ª giornata       |
| ----------------- | ----------- | ----------------- |
| Levski Sofia      | 7 - 1       | Minjor Pernik     |
| Lokomotiv Plovdiv | 1 - 0       | Černo More Varna  |
| 2ª giornata       |             |                   |
| Levski Sofia      | 4 - 0       | Černo More Varna  |
| Lokomotiv Plovdiv | 2 - 1       | Minjor Pernik     |
| 3ª giornata       |             |                   |
| Levski Sofia      | 2 - 1       | Lokomotiv Plovdiv |
| Černo More Varna  | 3 - 2       | Minjor Pernik     |

### Gruppo 4
| Squadra         | Pt | G | V | N | P | GF | GS | DG |
| --------------- | -- | - | - | - | - | -- | -- | -- |
| Spartak Sofia   | 5  | 3 | 2 | 1 | 0 | 9  | 1  | +8 |
| CSKA Sofia      | 5  | 3 | 2 | 1 | 0 | 7  | 4  | +3 |
| Spartak Plovdiv | 2  | 3 | 1 | 0 | 2 | 3  | 5  | -2 |
| Dobrudža        | 0  | 3 | 0 | 0 | 3 | 2  | 11 | -9 |

| Squadra 1       | Risultato   | Squadra 2       |
| 1ª giornata     | 1ª giornata | 1ª giornata     |
| --------------- | ----------- | --------------- |
| CSKA Sofia      | 3 - 2       | Dobrudža        |
| Spartak Sofia   | 2 - 0       | Spartak Plovdiv |
| 2ª giornata     |             |                 |
| CSKA Sofia      | 1 - 1       | Spartak Sofia   |
| Spartak Plovdiv | 2 - 0       | Dobrudža        |
| 3ª giornata     |             |                 |
| Spartak Sofia   | 6 - 0       | Dobrudža        |
| CSKA Sofia      | 3 - 1       | Spartak Plovdiv |

## Semifinali
| Squadra 1     | Risultato       | Squadra 2       |
| ------------- | --------------- | --------------- |
| Levski Sofia  | 5 – 4           | Lokomotiv Sofia |
| Spartak Sofia | 1 – 1 (8-7 dtr) | Beroe           |

## Finale
| Arbitro: | Todor Bechirov |

|                                     |           |  |
| Asparuhov 32’ Iliev 69’ Nikolov 71’ | Marcatori |  |